# Zabiełłów
Zabiełłów [pronunciación en polaco: /zaˈbjɛu̯wuf/] es un pueblo ubicado en el distrito administrativo de Gmina Drużbice, dentro del Distrito de Bełchatów, Voivodato de Łódź, en Polonia central. Se encuentra aproximadamente a 8 kilómetros al noroeste de Drużbice, a 18 kilómetros al norte de Belłchatów, y a 31 kilómetros al sur de la capital regional Łódź.